# Fulgence Ouedraogo
Fulgence Ouedraogo (Ouagadougou, 21 juli 1986) is een Franse rugbyspeler, spelend als flanker. Momenteel speelt hij voor Montpellier HR. Op 9 juni 2007 speelde hij zijn eerste wedstrijd voor de nationale ploeg van Frankrijk terwijl de internationals van Toulouse, ASM Clermont en Stade Français wedstrijden voor hun clubs dienden te spelen in de halve finales van de Top 14.

## Loopbaan
Ouedraogo werd geboren in de hoofdstad van Burkina Faso, als oudste zoon van een gezin van drie kinderen. Zijn vader was leraar en bevriend met een gezin uit Hérault. Om Fulgence een betere toekomst te bieden stuurden zijn ouders hem op driejarige leeftijd naar dit bevriende gezin in Saint-Jean-de-Cuculles. Toen zijn pleeggezin voor hem op zesjarige leeftijd een hobby zocht werd hij ingeschreven op de rugbyschool van Pic Saint-Loup waar hij tot zijn zeventiende zou blijven. Op deze school ontmoet hij ook François Trinh-Duc, met wie hij later weer bij Montpellier zou spelen. In het seizoen 2003-2004 speelde hij voor de jeugd van Montpellier, waarna hij aan het einde van het volgende seizoen zijn opwachting mocht maken bij de senioren. In 2008 werd hij gekozen tot aanvoerder van de senioren van Montpellier.

## Erelijst
- Zeslandentoernooi
  - 2010